# Amberbakia specularia
Amberbakia specularia är en insektsart som beskrevs av Walker 1870. Amberbakia specularia ingår i släktet Amberbakia och familjen dvärgstritar. Inga underarter finns listade i Catalogue of Life.